# Festival international du film d'animation de Banja Luka
Le Festival international du film d'animation de Banja Luka (en serbe cyrillique : Међународни фестивал анимираног филма Бања Лука ; en serbe latin : Međunarodni festival animiranog filma Banja Luka) est un festival qui se déroule à Banja Luka, la capitale de la république serbe de Bosnie, en Bosnie-Herzégovine. Il a été créé en 2005 et est organisé par l'Association pour les arts visuels Fenix Art.

## Histoire
La tradition du film d'animation à Banja Luka remonte à la fin des années 1960 et elle s'est concrétisée en 1971 avec la création du Festival de mai du film d'animation (en serbe : Majski festival animiranog filma), qui, l'année suivante, a pris le nom de Festival de la création cinématographique (Festival filmskog stvaralaštva ; en abrégé : FFS). Dans les années qui suivirent, le festival déclina progressivement avant de disparaître complètement. En 2005, les cinéphiles de l'Association pour les arts visuels Fenix Art décidèrent de donner une nouvelle vie au festival défunt, en proposant une grande rétrospective de 44 courts métrages d'animation de l'école du film d'animation de Zagreb suivie d'une manifestation intitulée les Jours de l'école du film d'animation de Zagreb (Dani Zagrebačke škole animiranog filma). En 2006, une rétrospective du film d'animation fut proposée puis, en 2007, une manifestation appelée les Jours du film d'animation. L'édition 2008 de cette manifestation peut être considérée comme la 1re véritable édition du festival.

## Prix
À l'issue du festival, le jury distribue plusieurs prix : le grand prix, le prix spécial du jury pour la créativité et l'expression artistique, le prix du meilleur dessin animé, le prix de la meilleure animation 2D, le prix de la meilleure animation 3D et, éventuellement, d'autres mentions spéciales.

## 2008
Le Festival 2008 s'est déroulé du 22 au 27 octobre. Les invités d'honneur de cette 1re édition étaient Bill Plympton (États-Unis), Piotr Dumala (Pologne), Vesna Dovniković (Croatie), Lotta et Uzi Geffenblad (Suède). Le jury était composé de Jerzy Kucia (Pologne), Borivoj Dovniković Bordo (Croatie), Midhat Ajanović-Ajan (Bosnie-Herzégovine et Suède), Rastko Ćirić (Serbie) et Rajko Radovanović (Bosnie-Herzégovine).
À la suite du festival, le Grand prix a été attribué à Refrains de Wiola Sowa et le prix spécial du jury pour la créativité et l'expression artistique à Telerancija d'Ivan Ramadan. Le prix du meilleur dessin animé est revenu à Ein sonniger Tag de Gil Alkabetz et celui de la meilleure peinture animée à Beton d'Ariel Belinco et Michael Faust et le prix de la meilleure animation 3D à Red Rabbit d'Egmont Mayer. Deux prix spéciaux ont également été décernés, l'un à Performance de Katarine O'Hearn et à Matopos de Stephanie Machuret.

## 2009
La seconde édition du Festival international du film d'animation de Banja Luka s'est déroulée du 22 au 27 octobre 2009. Le jury était constitué de Wiola Sowa (Pologne), Mikhaïl Aldachine (Russie), Aleksa Gajić (Serbie), Stoyan Dimitrov Dukov (Bulgarie) et Nedžad Begović (Bosnie-Herzégovine).
Les films suivants concouraient pour les différents prix du festival :
- Post !, de Christian Asnussen et Matthias Bruhn, Allemagne, 2008
- The Dressmaker's daughter, de Huni Bolliger, Australie, 2008
- Luce, de Rasa Joni, Lituanie, 2009
- Abre sorati, de Masoud Ghodsieh, Iran, 2008
- A film about Poo, de Emily Howells et Anne Wilkins, Grande-Bretagne, 2008
- O Pintor de ceos, de Jorge Morais Valle, Espagne, 2008
- The stressful Adventures of boxhead and roundhead - Brothers in arms, d'Elliot Cowan, Ètats-Unis, 2008
- Note, de Marko Meštrović, Croatie, 2008
- Divi dhe Gjahtari, Artan Maku, Albanie, 2008
- Body, de Zhivko Dimitrov, Grande-Bretagne, 2009
- The Conquerors, de Miroslav Mirchev, Bulgarie, 2009
- L'Anima mavi, de Julia Gromskaya, Italie, 2009
- Svijetu se ne moze ugoditi, de Nemanja Gavrilović, Serbie, 2009
- Milovan Circus, de Gerlando Infuso, Belgique, 2008
- Tisina, de Borivoj Dovniković-Bordo, Croatie, 2009
- Les Escargots de Joseph, de Sophie Roze, France, 2009
- Dossie Re Bordosa, de Cesar Cabral, Brésil, 2008
- Hezurbeltzak, una fosa commun, d'Izibene Oñederra, Espagne, 2007
- Maria durch ein Dornwald ging, de Frauke Striegnitz, Allemagne, 2008
- Berbaoc, d'Arteleku, Espagne, 2008
- Thé noir, de Serge Élissalde, France, 2008
- Wszystko płynie, d'Edita Turczanik, Pologne, 2008
- Rudijev Leksikon, de Nedeljko Dragić, Croatie, 2008
- Tanhaai, de Mehrdad Sheikhan, Iran, 2008
- La Competitiva, de Hernán Cieza et Adriana Delfino, Espagne, 2009
- Lebensader, de Angela Steffen, Allemagne, 2009
- Wujek, de Maciej Sznabel, Pologne, 2008
- House Guest, de Ben Mitchell, Grande Bretagne, 2008
- Le Thé de l'oubli, de Sandra Desmazières, France, 2008
- Familjelampan, de Milla Nybondas, Finlande, 2009
- 9 ok, amiért ne közlekedj busszal, de Tamás Patrovits, Hongrie, 2009
- Takie miasto, de Barbara Konieczka, Pologne, 2009
- Bâmiyân, de Patrick Pleutin, France, 2008
- Cabaret Cadne, de Marc Riba et Anna Solanas, Espagne, 2008
- Rhum salé, de Rémi Vandenitte, Belgique, 2008
- Ceci n'est pas une mouche, de Carlos Fraiha, Grande Bretagne, 2008
- Zeitwellen, de Evgenia Gostrer, Allemagne, 2009
- August, de Matthias Hoegg, Grande Bretagne, 2009

À l'issue de la compétition, le Grand Prix a été attribué au Thé de l'oubli de Sandra Desmazières et le prix du jury pour la créativité et l'expression artistique à Note de Marko Meštrović. Le prix du meilleur dessin animé est revenu à Wszystko plynie d'Edita Turczanik, le prix de l'animation 2D à Thé noir de Serge Élissalde et le prix de la meilleure animation 3D à Tanhaai (Solitude) de Mehrdad Sheikhan. Des mentions spéciales ont été attribuées à Post ! de Christian Asnussen et Matthias Bruhn et à The stressful Adventures of boxhead and roundhead - Brothers in arms d'Elliot Cowan.
En plus des films en compétition, un important programme d'accompagnement était proposé aux spectateurs, dont un panorama de films d'animation récents, y compris pour les enfants, une restrospective de films russes des années 1990 ou une rétrospective de films de Mikhaïl Aldachine, Stoyan Dimitrov Dukov et Alexadre Tatarski. Parmi les autres manifestations, on peut signaler un panorama de films d'animation du Troisième Reich, avec des œuvres de Gregor Woelz, Hans Held, Horst von Möllendorff, Hans Fischerkoesen, Frank Leberecht, Gerhard Fieber, Hans Fischinger et Herbert Seggelke. De nombreuses œuvres d'artistes contemporains français ont également été projetées : Born to be alive de Dimitri Cohen, Tanugi, Sylvère Bastien, Mickaël Pressouyr et Marie Verhoeven (2004), Le Processus de Xavier de l'Hermuzière et Philippe Grammaticopoulos (2000), Versus de François Caffiaux, Romain Noël et Thomas Salas (2005), Dog Days de Geoffroy de Crécy (2006), À quoi ça sert l'amour ? de Louis Clichy (2003), L'Usine de Frédéric Cussey, Jonathan Tamene, Yann Boyer et Éric Simon, À l'époque de Nadine Buss (2005), AP 2000 de Loïc Bail, Aurélien Delpoux, Sébastien Ebzant et Benjamin Lauwick (2000), Berni's Doll d'Yann Jouette (2007), Entre deux miettes de Sylvain Ollier (2005) et Les Oreilles n'ont pas de paupières d'Étienne Chaillou (2004). Quatre longs métrages ont été montrés au public : The Mystery of the first animated movies de rete Zucchelli (2007), Valse avec Bachir d'Ari Folman (2008), Mary and Max d'Adam Elliot (2009) et Tehnotajz : Edit i ja, un film d'animation et de science-fiction d'Aleksa Gajić (2009). Le critique et réalisateur Ranko Munitić a sélectionné les dix films qui, selon lui, ont le plus marqué l'histoire du film d'animation : Pauvre Pierrot d'Émile Reynaud (1892), Gertie le dinosaure de Winsor McCay (1914), Koko's Earth Control de Max et Dave Fleischer (1928), Une Nuit sur le mont chauve d'Alexandre Alexeïeff (1933), Le Merle de Norman McLaren (1958), Don Quichotte de [Vlado Kristl] (1961), La Métamorphose de Mr. Samsa de Caroline Leaf (1977), Le Conte des contes de Youri Norstein, La Course à l'abîme de Georges Schwizgebel et City Paradise de Gaëlle Denise.